# 土橋春継
土橋 春継（つちはし/つちばし はるつぐ）は、戦国時代から安土桃山時代にかけての武将。雑賀衆の1人。紀伊国名草郡の土豪で、粟村城主。「重治」の名で知られるが、文書で見られる諱は「春継」である。

## 生涯
石山合戦では、本願寺に籠り織田信長に抵抗した。天正7年（1579年）9月には播磨国に派遣され、織田軍に包囲される三木城へと兵糧を運び入れる。天正8年（1580年）閏3月に本願寺が開城すると、信長に降り、同年6月、父・胤継と連署した起請文を佐久間信盛や松井友閑らに宛てて差し出している。
天正10年（1582年）1月23日、信長の了解を得た鈴木重秀により父・胤継が殺害される。これを受け、弟らとともに粟村（和歌山市粟）の居城に籠り鈴木重秀や織田信張の軍に抗戦したが敗れ、弟・平次とともに城を抜け出した。この際、舟で土佐に逃れたとも、紀南に落ち延びたともいう。同じく城を脱出しようとした泉職坊は討ち取られ、城に残った末弟は鷺ノ森（和歌山市）にいた顕如の仲介により助命された。
本能寺の変が起きるとその直後には雑賀に戻って明智光秀と連絡を取っており、高野・根来と相談し河内・和泉方面に出兵することを求められている。
その後、羽柴秀吉に家臣として招かれたが、仇敵の重秀も招かれていたために断ったという。
天正13年（1585年）3月、秀吉の雑賀攻め（紀州征伐）では秀吉に抵抗したが、粟村の居館を落とされ敗北。舟で土佐へと逃れた。
その後、北条氏政に仕え、小田原征伐で北条家が滅亡した後、毛利家に仕えたとされる。